# Cnemidophorus senectus
Espèce
Cnemidophorus senectus est une espèce de sauriens de la famille des Teiidae.

## Répartition
Cette espèce est endémique du Venezuela.

## Publication originale
- Ugueto, Harvey & Rivas, 2010 "2009" : Two New Species of Cnemidophorus (Squamata: Teiidae) from Islands of the Northeastern Coast of Venezuela. Herpetological Monographs, vol. 23, n. 1, p. 123-153.